# Edward Hawke
Edward Hawke, 1. baron Hawke (ur. 21 lutego 1705 w Londynie, zm. 16 października 1781 w Sunbury-on-Thames) – brytyjski wojskowy i polityk, admirał Royal Navy, zwycięzca z zatoki Quiberon.
Był synem prawnika Edwarda Hawke’a. Do marynarki wstąpił już w 1720 r., ale chrzest bojowy przeszedł w bitwie pod Tulonem w 1744 r. W 1747 r. otrzymał stopień kontradmirała. W tym samym roku, podczas drugiej bitwy pod Finisterre zdobył sześć francuskich okrętów. Po wybuchu wojny siedmioletniej został w 1756 r. nowym dowódcą floty na Morzu Śródziemnym.
W 1757 r. przeprowadził morską blokadę Rochefort, a w 1759 r. jego flota blokowała Brest. Po półrocznej blokadzie sztorm zmusił angielską flotę do opuszczenia stanowisk. Wykorzystali do Francuzi, którzy wysłali w morze swoją flotę z zamiarem przeprowadzenia inwazji na Wyspy Brytyjskie. 20 listopada 1759 r. Hawke dopadł francuską flotę w zatoce Quiberon i odniósł walne zwycięstwo, co w połączeniu z sukcesem admirała Edwarda Boscawena pod Lagos zapewniło Wielkiej Brytanii panowanie na morzach.
Hawke odszedł z czynnej służby w listopadzie 1765 r. i otrzymał honorowy tytuł wiceadmirała Wielkiej Brytanii. Od 1747 r. był deputowanym do Izby Gmin z okręgu Portsmouth. W grudniu 1766 r. otrzymał stanowisko pierwszego lorda Admiralicji i sprawował je do stycznia 1771 r. W 1776 r. otrzymał tytuł 1. barona Hawke i zasiadł w Izbie Lordów. Pod koniec życia mieszkał głównie w Swaythling House niedaleko Southampton, ale zmarł w Sunbury-on-Thames w 1781 r.
Był żonaty z Catherine Brook. Ich najstarszy syn Martin odziedziczył po śmierci ojca tytuł barona.